# Zaeera
Zaeera is een kevergeslacht uit de familie van de boktorren (Cerambycidae). De wetenschappelijke naam van het geslacht werd voor het eerst geldig gepubliceerd in 1865 door Pascoe.

## Soorten
Zaeera omvat de volgende soorten:
- Zaeera cretata Pascoe, 1865
- Zaeera detzneri Kriesche, 1923
- Zaeera ocellata Breuning, 1938
- Zaeera pulcherrima Nonfried, 1894